# Азиатска кухня
Азиатска кухня е общ термин, с който се обозначават кухните на отделни райони на Азия.
В зависимост от стила на готвене и културните корени на местните жители те се разделят на:
- Източноазиатска кухня – включва предимно Китай, Япония и Корейския полуостров;
- Югоизточноазиатска кухня – в нея се включват кухните на Камбоджа, Лаос, Тайланд, Виетнам, Бруней, Индонезия, Малайзия, Сингапур и Филипините;
- Южноазиатска кухня – Индия, Бирма, Шри Ланка и Пакистан.[1]

В България и повечето европейски страни тази кухня е наричана Ориенталска кухня. В англосаксонските страни се използва и термин, който смислово е аналогичен на Иидустанска кухня, но е общ за кухните от полуостровите Индустан и Индо-Китай (Südasiatische Küche – южноазиатска кухня).
- Западноазиатска кухня – този термин е условен. Почти не се използва такова название, защото става въпрос за региона на Арабския полуостров и възловата западна част на Азия с Европа и Африка. Тук са кухни на народи, които имат претенции за самобитност и твърде висока степен на национална дитерминираност, затова се внимава твърде много при назоваването на района. В България най-често се говори за арабска или турска и сходни на тях, или се наричат туркоарабски (тюркски или арабски) или се използва условната абстракция – предориенталска кухня.
- Централноазиатска кухня – така в СССР назоваваха предимно кухнята на страните от южните Съветски републики. Към тях според руския възглед се числи и монголската кухня. В България е запазено виждането, че това са кухните на бившите южни републики от СССР, вече независими държави, но без Монголия.

Сред основните характеристики на азиатската кухня е широкото използване на ориз и юфка (на основата на пшеница или ориз). Други характерни особености са изобилието на подправки, лютивите ястия, ниското съдържание на мазнини и соевите продукти.
Като прибори за хранене обикновено се използват специални пръчки.

## Източна Азия
- Китайска кухня
- Японска кухня
- Тайванска кухня
- Корейска кухня
- Хонконгска кухня
- Монголска кухня

Според европейския възглед, това е типичната азиатска кухня.
Световноизвестният доминант е китайската кухня, затова с название китайска храна, често се разбира храна от този регион, или от източна и югоизточна Азия.

## Югоизточна Азия
- Индонезийска кухня
- Малайзийска кухня
- Филипинска кухня
- Тайска (тайландска) кухня
- Виетнамска кухня
- Сингапурска кухня

и други национални кухни на страни и народи в югоизточна Азия. Често в България тази кухня се обозначава като индокитайска.
Въпреки че това название се използва заради страните на полуостров Индокитай, с него се обозначават и кухните на всички островни държави в югоизточна Азия:
- Бруней
- Източен Тимор
- Индонезия
- Малайзия
- Филипини
- Сингапур

Под индокитайска кухня често се подразбира и китайската кухня, затова този термин се използва рядко или само в случаи, когато се касае за неизвестна храна, с предположение, че е китайска или индокитайска.

## Южна Азия
- Индийска кухня
- Пакистанска кухня
- Непалска кухня
- Бутанска кухня
- Мианмарска (бирманска) кухня
- Шриланкска кухня

В България и други европейски страни наричат тази кухня ориенталска.

## Западна Азия
Според англоезичните народи и според американския възглед кухните на страните от западна Азия се назовават като средноизточни и левантийски (левантински) кухни (Middle Eastern / Levantine cuisine).
Българският възглед е, че това са близкоизточни, и/или предориенталски кухни. В зависимост от това за кои национални кухни се фокусуира вниманието, те се числят съответно към арабската, туркската, израелската, персийската и други етнически и културно дитерминирани според приликите и близостта на кулинарните похвати.
Към тях спадат следните кухни: 
- Израелска кухня
- Иракска кухня
- Иранска кухня
- Ливанска кухня
- Палестинска кухня
- Сирийска кухня
- Турска кухня
- както и асирийска, афганистанска, бахрейнска, йеменска, кувейтска, оманска кухня и кухните от Саудитска Арабия и Обединените арабски емирства

Въпреки че фактологически не е правилен, в разговорния български език кухните от страните в западна Азия най-често се обозначават като арабска кухня. Поради географското си разположение турската, израелската, палестинската и ливанската кухня спадат също и към средиземноморската кухня.

## Централна Азия
- Казахска кухня
- Киргизска кухня
- Таджикска кухня
- Туркменска кухня
- Узбекска кухня

Тъй като става въпрос за страни, бивши южни републики в СССР, някои причисляват към тях бившите югозападни републики в СССР – Армения, Грузия и Азербайджан. В действителност кухните от посочените три страни имат много повече общи черти с кухните на Турция, Румъния, Молдова и България, отколкото с централноазиатските кухни. Най-често използваното обозначение за тези три кухни, особено сред руснаците, е каспийски или черноморскокаспийски. В България ги причисляваме към предориенталските кухни, с най-голямо сходство с турската кухня, т.е. – те са част от западноазиатската кухня.